# 5 000 mètres aux championnats du monde d'athlétisme
Pour un article plus général, voir Championnats du monde d'athlétisme.
Le 5 000 mètres masculin fait partie des épreuves inscrites au programme des premiers championnats du monde d'athlétisme, en 1983, à Helsinki. L'épreuve féminine fait sa première apparition en 1995 lors des mondiaux de Göteborg, et succède à celle du 3 000 m, disputée de 1983 à 1993.
Avec trois médailles d'or remportées en 2011, 2013 et 2015, le Britannique Mohamed Farah est l'athlète le plus titré dans cette épreuve. La Roumaine Gabriela Szabo, les Kényanes Vivian Cheruiyot et Hellen Obiri, et les Éthiopiennes Tirunesh Dibaba et Meseret Defar détiennent le record de victoires féminines avec deux titres.
Les records des championnats du monde appartiennent chez les hommes au Kényan Eliud Kipchoge, auteur de 12 min 52 s 79 en finale des championnats du monde de 2003 à Paris, et à Hellen Obiri chez les femmes, qui établit le temps de 14 min 26 s 72 lors des Mondiaux de Doha en 2019.

## Éditions
| Années | 83 | 87 | 91 | 93 | 95 | 97 | 99 | 01 | 03 | 05 | 07 | 09 | 11 | 13 | 15 | 17 | 19 | 22 | 23 | Total |
| ------ | -- | -- | -- | -- | -- | -- | -- | -- | -- | -- | -- | -- | -- | -- | -- | -- | -- | -- | -- | ----- |
| Hommes | X  | X  | X  | X  | X  | X  | X  | X  | X  | X  | X  | X  | X  | X  | X  | X  | X  | X  | X  | 19    |
| Femmes |    |    |    |    | X  | X  | X  | X  | X  | X  | X  | X  | X  | X  | X  | X  | X  | X  | X  | 15    |

## Hommes

### Historique

#### 1983-1995

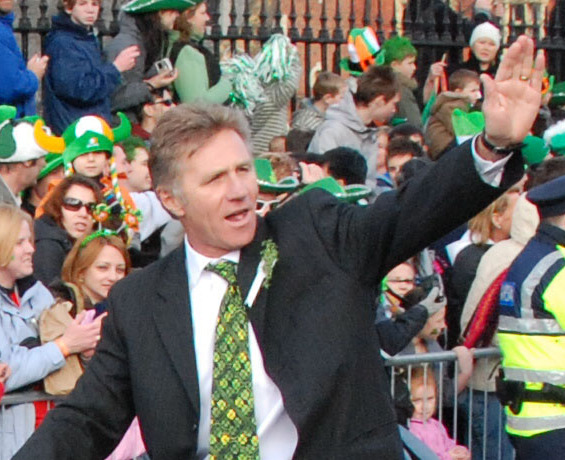
Eamonn Coghlan, premier champion du monde du 5000 m, en 1983 à Helsinki.

L'Irlandais Eamonn Coghlan, spécialiste des courses de demi-fond, fait parler sa pointe de vitesse terminale pour emporter la finale du 5 000 m lors des premiers championnats du monde d'athlétisme, en 1983 à Helsinki, dans le temps de 13 min 28 s 53, devançant largement l'est-allemand Werner Schildhauer (13 min 30 s 20) et le Finlandais Martti Vainio (13 min 30 s 34).
Quatre ans plus tard, aux championnats du monde 1987 à Rome, le Marocain Saïd Aouita, champion olympique sur cette distance en 1984, médaillé de bronze du 1 500 m aux mondiaux d'Helsinki et détenteur du record du monde du 5 000 m depuis 1985, remporte facilement la finale en 13 min 26 s 44, devançant de plus d'une seconde le Portugais Domingos Castro (13 min 27 s 59) et le Britannique Jack Buckner (13 min 27 s 74).
Le Kényan Yobes Ondieki est le favori des championnats du monde 1991, à Tokyo, après s'être notamment rapproché de la barrière des 13 minutes quelques semaines auparavant à Zurich. En finale, il fait la différence dans les deux derniers kilomètres en lâchant progressivement tous ses adversaires. Il s'impose dans le temps de 13 min 14 s 45, nouveau record des championnats du monde, et devance de près de deux secondes l'Éthiopien Fita Bayisa, médaillé d'argent en 13 min 16 s 64 et le Marocain Brahim Boutayeb, médaillé de bronze en 13 min 22 s 70.
En 1993 aux championnats du monde 1993 à Stuttgart, le Kényan Ismael Kirui décroche son premier grand titre international en s'adjugeant la médaille d'or du 5 000 m. A la lutte avec les Éthiopiens Haile Gebrselassie, Fita Bayisa et Worku Bikila, Kirui se défait de ses concurrents à deux tours de l'arrivée et parvient à conserver son avance malgré un retour de Haile Gebrselassie dans l'ultime tour. Il s'impose en 13 min 2 s 75 (nouveau record des championnats), améliorant son propre record du monde junior et devenant à 18 ans et 177 jours le plus jeune champion du monde d'athlétisme. Gebrselassie est médaillé d'argent en 13 min 3 s 17 et Fita Bayisa médaillé de bronze en 13 min 5 s 40. L'Allemand Dieter Baumann, champion olympique en 1992 à Barcelone, ne participe pas à l'épreuve.
En l'absence des favoris Moses Kiptanui et Haile Gebrselassie, qui ont notamment améliorés le record du monde du 5 000 m en 1994 et 1995, Ismael Kirui conserve son titre lors des championnats du monde 1995 à Göteborg et devient le premier athlète à remporter deux titres mondiaux sur cette distance. Il s'impose dans le temps de 13 min 16 s 77, devant le Marocain Khalid Boulami (13 min 17 s 15) et  le Kényan Shem Kororia (13 min 17 s 59) alors que les deux autres Marocains Ismaïl Sghyr et Brahim Lahlafi terminent au pied du podium.

#### 1997-2005

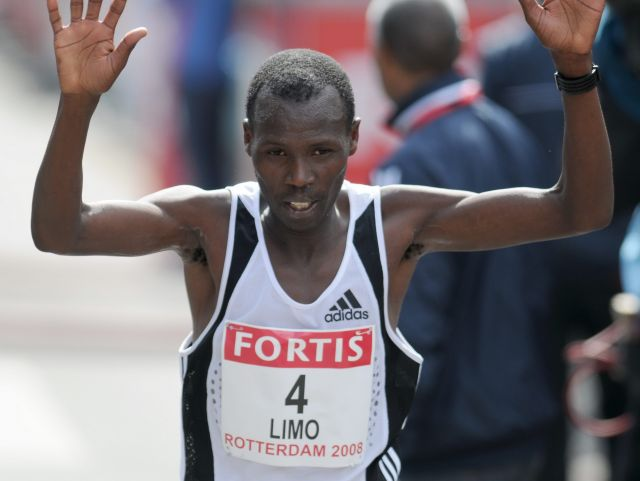
Richard Limo, champion du monde du 5000 m en 2001 à Edmonton.

Le Kényan Daniel Komen, détenteur du record du monde du 3 000 mètres, fait parler sa pointe de vitesse lors des championnats du monde 1997 en s'imposant en finale en 13 min 7 s 38, devant Khalid Boulami (13 min 9 s 34) qui obtient sa deuxième médaille d'argent consécutive dans cette épreuve, l'autre Kényan Tom Nyariki (13 min 11 s 09) se classant troisième de la finale. Haile Gebrselassie ne participe pas à la compétition, préférant se concentrer sur le 10 000 m.
Le Marocain Salah Hissou remporte le 5 000 m des championnats du monde 1999 à Séville. En 12 min 58 s 13, il établit un nouveau record de la compétition et devance au sprint trois concurrents qui descendent eux aussi sous les 13 minutes : le Kényan Benjamin Limo (12 min 58 s 72), le Belge Mohammed Mourhit (12 min 58 s 80) et l'autre Marocain Brahim Lahlafi (12 min 59 s 09). Le tenant du titre Daniel Komen se classe 5e de l'épreuve.
Deux ans plus tard, en 2001 à Edmonton, le Kényan Richard Limo créé la surprise en remportant le titre après fait la différence sur ses adversaires dans les 100 derniers mètres. Il s'impose dans le temps de 13 min 0 s 77, devant l'Algérien Ali Saïdi-Sief, champion d'Afrique en titre, et l'Éthiopien Million Wolde, champion olympique en titre. Mais convaincu de dopage, Ali Saïdi-Sief est disqualifié en 2001 et déchu de sa médaille d'argent qui revient à Million Wolde. Le Kényan John Kibowen récupère la médaille de bronze.
Le Marocain Hicham El Guerrouj, champion du monde du 1 500 m 4 jours plus tôt, et l’Éthiopien Kenenisa Bekele, champion du monde du 10 000 m une semaine auparavant, sont les deux grands favoris du 5 000 m des championnats du monde 2003. Pourtant, la finale disputée au Stade de France consacre le Kényan de 18 ans Eliud Kipchoge qui parvient à dominer au sprint tous ses adversaires et remporter la médaille d'or en 12 min 59 s 79, nouveau record des championnats du monde. Hicham El Guerrouj est médaillé d'argent en 12 min 52 s 83 et Kenenisa Bekele médaillé de bronze en 12 min 53 s 12. Trois autres athlètes descendent sous les 13 minutes lors de cette finale : les Kényans Kibowen et Chebii et l'Éthiopien Gebremariam. Richard Limo, le tenant du titre, termine 7e.
Les championnats du monde de 2005 à Helsinki sont marqués par les absences de Kenenisa Bekele, détenteur du record du monde du 5 000 m depuis 2004 mais qui se consacre exclusivement au 10 000 m lors de cette compétition, et de Hicham El Guerrouj, champion olympique du 5 000 m en 2004 à Athènes mais désormais retiré des pistes d'athlétisme. En finale, le Kényan Benjamin Limo créé la surprise en remportant au sprint le titre en 13 min 32 s 55, devant l'Éthiopien Sileshi Sihine (13 min 32 s 81) et l'Australien Craig Mottram (13 min 32 s 96). Le tenant du titre et favori de la course Eliud Kipchoge termine au pied du podium.

#### 2007-2015

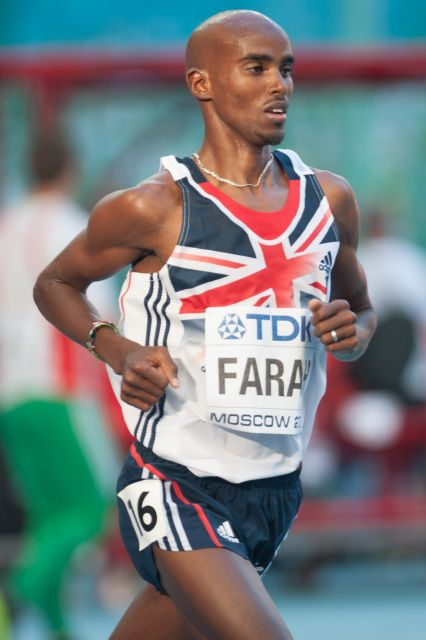
Mohamed Farah, champion du monde du 5000 m en 2011, 2013 et 2015.

Bernard Lagat, natif du Kenya mais qui a obtenu la nationalité américaine en 2004, n'a pas pu participer aux Mondiaux 2005 en raison d'une loi au Kenya qui oblige les athlètes à attendre au maximum trois années avant de prendre part à une nouvelle compétition internationale. Aux championnats du monde 2007 à Osaka, il remporte pour son nouveau pays le titre mondial du 5 000 m en 13 min 45 s 87, devançant le champion du monde 2003 Eliud Kipchoge (13 min 46 s 00) et l'Ougandais Moses Kipsiro (13 min 46 s 75). Le tenant du titre Benjamin Limo termine 15e et dernier de la finale.
En 2009 aux mondiaux de Berlin, Kenenisa Bekele, champion olympique en 2008 à Pékin, décroche son premier titre mondial sur 5 000 m, six jours après avoir été sacré sur 10 000 m, devenant ainsi le premier athlète à réussir ce doublé lors d'un même championnat du monde. Il l'emporte en 13 min 17 s 09 en devançant au sprint le tenant du titre Bernard Lagat, médaillé d'argent en 13 min 17 s 33, et le Kényan naturalisé Qatarien James Kwalia, troisième en 13 min 17 s 78.
Le Britannique Mohamed Farah devient champion du monde du 5 000 m en 2011 à Daegu en devançant au sprint en 13 min 23 s 36 Bernard Lagat (13 min 23 s 64) et l’Éthiopien Imane Merga (13 min 23 s 78). Mais quelques heures après la course, Merga est déclassé par les juges après avoir mordu l'intérieur de la piste dans un virage, laissant la médaille de bronze à son compatriote Dejen Gebremeskel.
Lors des championnats du monde 2013 à Moscou, Mohamed Farah, qui a remporté le titre olympique en 2012 à Londres et l'épreuve du 10 000 m quelques jours auparavant, s'empare de la médaille d'or du 5 000 m et rejoint Ismael Kirui au palmarès des double-vainqueurs de l'épreuve. En 13 min 26 s 98, il devance l'Éthiopien Hagos Gebrhiwet et le Kényan Isiah Koech qui arrivent respectivement deuxième et troisième en 13 min 27 s 26 et sont départagés au millième de seconde.
Mohamed Farah décroche un troisième titre mondial consécutif sur 5 000 m en 2015 à Pékin, devenant l'athlète le plus couronné dans cette épreuve. Il s'impose dans le temps de 13 min 50 s 38 en devançant aisément le Kényan Caleb Ndiku, médaillé d'argent en 13 min 51 s 75 et Hagos Gebrhiwet, médaillé de bronze en 13 min 51 s 86, qui termine juste devant son compatriote Hagos Gebrhiwet. Les Américains Galen Rupp, Ben True et Ryan Hill réalisent un tir groupé pour les places de 5e à 7e.

#### Depuis 2017

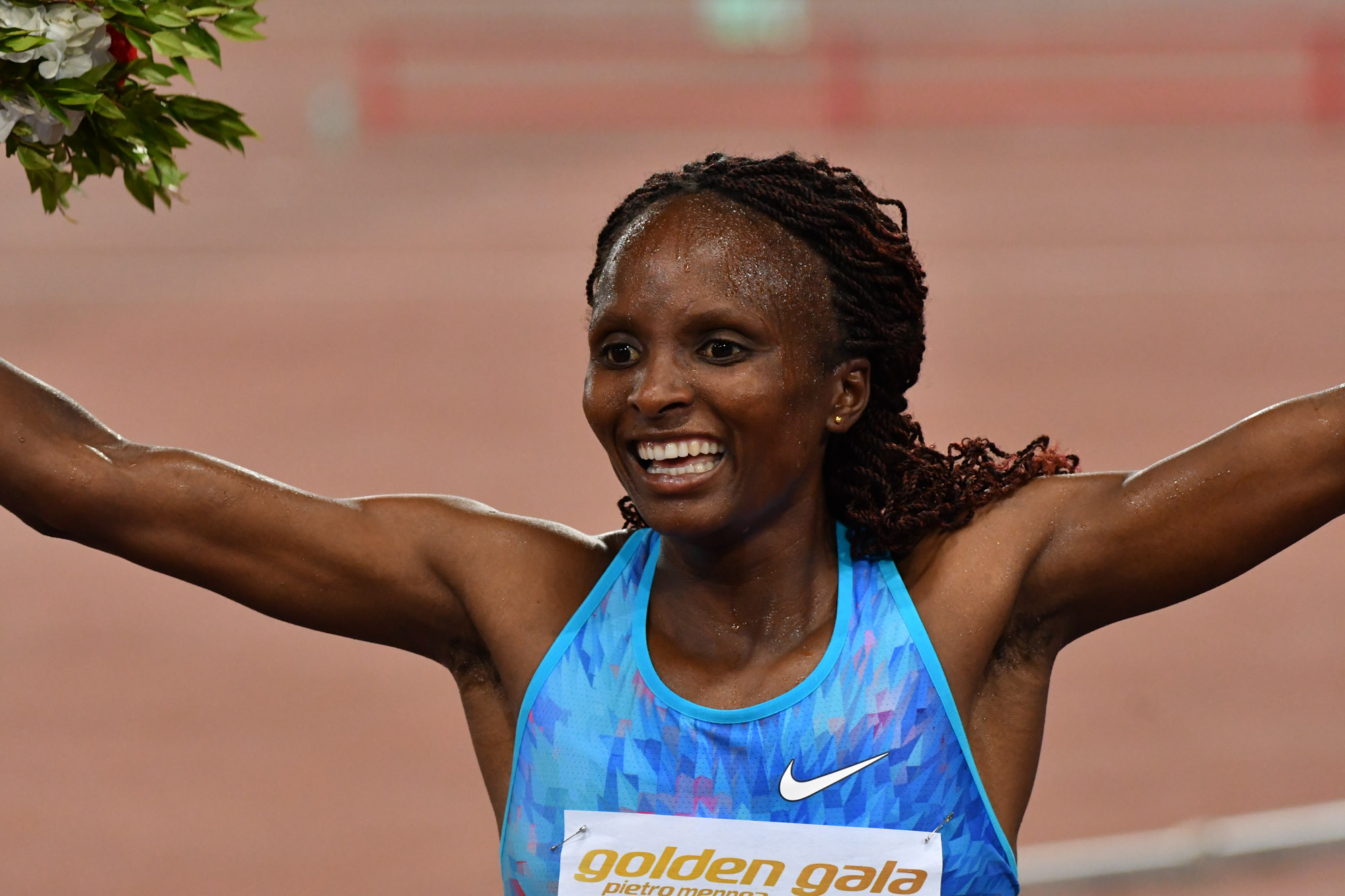
Hellen Obiri, championne du monde en 2017 et 2019.

Lors des championnats du monde 2017, à Londres, l’Éthiopien Muktar Edris remporte le titre du 5 000 m en 13 min 32 s 79, en devançant sur la ligne Mohamed Farah, triple tenant du titre sur cette distance et champion olympique en 2016, qui se classe deuxième en 13 min 33 s 22. L'Américain Paul Chelimo complète le podium en 13 min 33 s 30, devançant les deux autres Éthiopiens Yomif Kejelcha et Selemon Barega.
Muktar Edris conserve son titre à l'occasion du 5 000 m des championnats du monde 2019 à Doha, au Qatar. Il établit le temps de 12 min 58 s 85, sa meilleure performance de la saison et devance Selemon Barega, médaillé d'argent en 12 min 59 s 70 et le Canadien Mohammed Ahmed, médaillé de bronze en 13 min 1 s 11. Âgé de 18 ans seulement, le Norvégien Jakob Ingebrigtsen termine 5e de l'épreuve en 13 min 2 s 95.
Aux championnats du monde d'athlétisme 2022 à Eugene, le Norvégien Jakob Ingebrigtsen, médaillé d'argent sur 1 500 m quelques jours plus tôt, remporte le titre du 5 000 m en 13 min 9 s 24, devant le Kényan Jacob Krop (13 min 9 s 98) et l'Ougandais Oscar Chelimo (13 min 10 s 20), après avoir effectué une accélération progressive dans le dernier kilomètre. Le Guatémaltèque Luis Grijalva termine au pied du podium en 13 min 10 s 44 alors que l'Ougandais Joshua Cheptegei, champion olympique en titre et détenteur du record du monde, termine à 9e place. Muktar Edris, double tenant du titre, échoue quant à lui à la 13e place.

### Palmarès
| Édition | Or                                | Argent                            | Bronze                           |
| ------- | --------------------------------- | --------------------------------- | -------------------------------- |
| 1983    | Eamonn Coghlan 13 min 28 s 53     | Werner Schildhauer 13 min 30 s 20 | Martti Vainio 13 min 30 s 34     |
| 1987    | Said Aouita 13 min 26 s 44        | Domingos Castro 13 min 27 s 59    | Jack Buckner 13 min 27 s 74      |
| 1991    | Yobes Ondieki 13 min 14 s 45      | Fita Bayisa 13 min 16 s 64        | Brahim Boutayeb 13 min 22 s 70   |
| 1993    | Ismael Kirui 13 min 2 s 75        | Haile Gebrselassie 13 min 3 s 17  | Fita Bayisa 13 min 5 s 40        |
| 1995    | Ismael Kirui 13 min 16 s 77       | Khalid Boulami 13 min 17 s 15     | Shem Kororia 13 min 17 s 59      |
| 1997    | Daniel Komen 13 min 7 s 38        | Khalid Boulami 13 min 9 s 34      | Tom Nyariki 13 min 11 s 09       |
| 1999    | Salah Hissou 12 min 58 s 13       | Benjamin Limo 12 min 58 s 72      | Mohammed Mourhit 12 min 58 s 80  |
| 2001    | Richard Limo 13 min 0 s 77        | Millon Wolde 13 min 2 s 16        | John Kibowen 13 min 3 s 47       |
| 2003    | Eliud Kipchoge 12 min 52 s 79     | Hicham El Guerrouj 12 min 52 s 83 | Kenenisa Bekele 12 min 53 s 12   |
| 2005    | Benjamin Limo 13 min 32 s 55      | Sileshi Sihine 13 min 32 s 81     | Craig Mottram 13 min 32 s 96     |
| 2007    | Bernard Lagat 13 min 45 s 87      | Eliud Kipchoge 13 min 46 s 00     | Moses Kipsiro 13 min 46 s 75     |
| 2009    | Kenenisa Bekele 13 min 17 s 09    | Bernard Lagat 13 min 17 s 33      | James Kwalia 13 min 17 s 78      |
| 2011    | Mohamed Farah 13 min 23 s 36      | Bernard Lagat 13 min 23 s 64      | Dejen Gebremeskel 13 min 23 s 92 |
| 2013    | Mohamed Farah 13 min 26 s 98      | Hagos Gebrhiwet 13 min 27 s 26    | Isaiah Koech 13 min 27 s 26      |
| 2015    | Mohamed Farah 13 min 50 s 38      | Caleb Ndiku 13 min 51 s 75        | Hagos Gebrhiwet 13 min 51 s 86   |
| 2017    | Muktar Edris 13 min 32 s 79       | Mohamed Farah 13 min 33 s 22      | Paul Chelimo 13 min 33 s 30      |
| 2019    | Muktar Edris 12 min 58 s 85       | Selemon Barega 12 min 59 s 70     | Mohammed Ahmed 13 min 1 s 11     |
| 2022    | Jakob Ingebrigtsen 13 min 9 s 24  | Jacob Krop 13 min 9 s 98          | Oscar Chelimo 13 min 10 s 20     |
| 2023    | Jakob Ingebrigtsen 13 min 11 s 30 | Mohamed Katir 13 min 11 s 44      | Jacob Krop 13 min 12 s 28        |

### Multiples médaillés
| Rang | Athlète            | Pays        | Période   | Or | Argent | Bronze | Total |
| ---- | ------------------ | ----------- | --------- | -- | ------ | ------ | ----- |
| 1    | Mohamed Farah      | Royaume-Uni | 2011–2017 | 3  | 1      | 0      | 4     |
| 2=   | Ismael Kirui       | Kenya       | 1993–1995 | 2  | 0      | 0      | 2     |
| 2=   | Muktar Edris       | Éthiopie    | 2017-2019 | 2  | 0      | 0      | 2     |
| 2=   | Jakob Ingebrigtsen | Norvège     | 2022-2023 | 2  | 0      | 0      | 2     |
| 5    | Bernard Lagat      | États-Unis  | 2007–2011 | 1  | 2      | 0      | 3     |
| 6    | Benjamin Limo      | Kenya       | 2003–2009 | 1  | 1      | 0      | 2     |
| 7    | Kenenisa Bekele    | Éthiopie    | 1999–2005 | 1  | 0      | 1      | 2     |
| 8    | Khalid Boulami     | Maroc       | 1995–1997 | 0  | 2      | 0      | 2     |
| 9=   | Fita Bayisa        | Éthiopie    | 1991–1993 | 0  | 1      | 1      | 2     |
| 9=   | Hagos Gebrhiwet    | Éthiopie    | 2013-2015 | 0  | 1      | 1      | 2     |
| 9=   | Jacob Krop         | Kenya       | 2022-2023 | 0  | 1      | 1      | 2     |

### Records des championnats
| Temps          | Athlète           | Lieu      | Date               |
| -------------- | ----------------- | --------- | ------------------ |
| 13 min 43 s 36 | Markus Ryffel     | Helsinki  | 10 août 1983       |
| 13 min 32 s 34 | Markus Ryffel     | Helsinki  | 12 août 1983       |
| 13 min 31 s 40 | Dmitriy Dmitriyev | Helsinki  | 12 août 1983       |
| 13 min 28 s 53 | Eamonn Coghlan    | Helsinki  | 14 août 1983       |
| 13 min 22 s 68 | John Ngugi        | Rome      | 4 septembre 1987   |
| 13 min 14 s 45 | Yobes Ondieki     | Tokyo     | 1er septembre 1991 |
| 13 min 2 s 75  | Ismael Kirui      | Stuttgart | 16 août 1993       |
| 12 min 58 s 12 | Salah Hissou      | Séville   | 28 août 1999       |
| 12 min 52 s 79 | Eliud Kipchoge    | Paris     | 31 août 2003       |

## Femmes

### Historique

#### 1995-2005
|                                                      |  |                                                      |
| Gabriela Szabó, championne du monde en 1997 et 1999. |  | Tirunesh Dibaba, championne du monde en 2003 et 2005 |

Le 5 000 m féminin est inscrit pour la première fois au programme des championnats du monde d'athlétisme en 1995 à Göteborg, prenant la suite de l'épreuve du 3 000 m disputée à quatre reprises de 1983 à 1993. Le premier titre mondial est remporté par l'Irlandaise Sonia O'Sullivan qui l'emporte aisément dans le temps de 14 min 46 s 47, devant la Portugaise Fernanda Ribeiro (14 min 48 s 54), titrée quelques jours plus tôt sur 10 000 m, et la Marocaine Zahra Ouaziz (14 min 53 s 77). La jeune espoir roumaine Gabriela Szabó se classe 4e de l'épreuve, juste devant la Britannique Paula Radcliffe, tandis que la Kényane Rose Cheruiyot, qui termine au 7e rang, établit un nouveau record du monde junior en 15 min 2 s 45.
En 1997 à Athènes, Sonia O'Sullivan et Zahra Ouaziz sont éliminées dès les séries. La victoire revient à Gabriela Szabó qui l'emporte en 14 min 57 s 68 après avoir fait la différence sur ses adversaires dans les 200 derniers mètres. L'Italienne Roberta Brunet (14 min 58 s 29) et la détentrice du record du monde Fernanda Ribeiro (14 min 58 s 85) complètent le podium. La Chinoise Wang Junxia, championne olympique du 5 000 m en 1996, avait mis fin à sa carrière après son sacre d'Atlanta,
Gabriela Szabó décroche son deuxième titre mondial consécutif à l'occasion des championnats du monde de 1999. À Séville, la Roumaine domine la finale en établissant un nouveau record de la compétition en 14 min 41 s 82, devançant de près d'une seconde et demie Zahra Ouaziz, médaillée d'argent en 14 min 43 s 15 et l'Éthiopienne Ayelech Worku, médaillée de bronze en 14 min 44 s 22 (record personnel).
Championne olympique à Sydney en 2000, Gabriela Szabó vise un troisième titre mondial d'affilée sur 5 000 m lors des mondiaux d'Edmonton en 2001, quelques jours après avoir triomphé sur 1 500 m. Mais lors du dernier kilomètre, la Roumaine est décroché du groupe de tête et ne termine que 8e, loin derrière la Russe Olga Yegorova qui l'emporte dans le temps de 15 min 3 s 39, l'Espagnole Marta Domínguez, deuxième en 15 min 6 s 59 et Ayelech Worku, de nouveau médaillée de bronze en 15 min 10 s 17.
Aux mondiaux 2003, l'Éthiopienne Tirunesh Dibaba devient à 18 ans l'athlète titrée la plus jeune de l'histoire des championnats du monde, en faisant la différence dans les derniers 100 mètres parcourus en 13 s 5 et en franchissant la ligne d'arrivée en 14 min 51 s 72. Marta Domínguez obtient une deuxième médaille d'argent consécutive en 14 min 52 s 26, la Kényane Edith Masai complétant le podium en 14 min 52 s 30.
Lors des championnats du monde 2005 à Helsinki, Tirunesh Dibaba devient la deuxième athlète à remporter un second titre de championne du monde du 5 000 m après Gabriela Szabó. Championne du monde en 2004 à Athènes, et titrée quelques jours plus tôt sur 10 000 mètres, elle remporte la médaille d'or du 5 000 mètres en 14 min 38 s 59, devant Meseret Defar, deuxième en 14 min 39 s 54 et sa sœur Ejegayehu Dibaba, troisième en 14 min 42 s 47.

#### 2007-2015
|                                                     |  |                                                       |
| Meseret Defar, championne du monde en 2007 et 2013. |  | Vivian Cheruiyot, championne du monde en 2009 et 2011 |

La revanche entre Tirunesh Dibaba et Meseret Defar aux championnats du monde 2007 à Osaka n'a finalement pas lieu, Dibaba déclarant forfait en raison de douleurs à l'estomac survenues dans la course du 10 000 m. Defar remporte le titre mondial du 5 000 m dans le temps de 14 min 57 s 91 et devance la Kényane Vivian Cheruiyot, deuxième en 14 min 58 s 50. Pour la médaille de bronze, la Kényane Priscah Jepleting Cherono devance de justesse sa compatriote Sylvia Kibet.
Championne olympique du 5 000 m l'année précédente à Pékin, Tirunesh Dibaba déclare forfait pour les championnats du monde 2009 pour cause de blessure. Vivian Cheruiyot domine la finale en 14 min 57 s 97 en devançant sa compatriote Sylvia Kibet (14 min 58 s 33) et la tenante du titre et détentrice du record du monde Meseret Defar (14 min 58 s 41).
Deux ans plus tard, lors des mondiaux 2011 de Daegu, le podium est identique à celui de 2009 : Vivian Cheruiyot s'impose dans le temps de 14 min 55 s 36, Sylvia Kibet est médaillée d'argent en 14 min 56 s 21 et Meseret Defar est médaillée de bronze en 14 min 56 s 94.
Meseret Defar remporte la médaille d'or du 5 000 m lors des championnats du monde 2013 à Moscou, décrochant à cette occasion son deuxième titre dans cette compétition après son succès sur cette même distance à Osaka en 2007. Elle s'impose en 14 min 50 s 19 et devance la Kényane Mercy Cherono et l'autre Éthiopienne Almaz Ayana.
Almaz Ayana remporte les championnats du monde 2015, à Pékin, dans le temps de 14 min 26 s 83, nouveau record de la compétition, en devançant avec une marge de 18 secondes ses deux compatriotes Senbere Teferi (14 min 44 s 07) et Genzebe Dibaba (14 min 44 s 14).

#### Depuis 2017
Lors des championnats du monde 2017 à Londres, la Kényane Hellen Obiri devient championne du monde du 5 000 m après avoir placé une accélération fulgurante dans le dernier tour, devançant la championne du monde en titre Almaz Ayana et la Néerlandaise Sifan Hassan.
Hellen Obiri conserve son titre planétaire en 2019 à Doha en établissant un nouveau record des championnats du monde en 14 min 26 s 72, devançant sa compatriote Margaret Kipkemboi et l'Allemande Konstanze Klosterhalfen.
Lors des championnats du monde 2022 à Eugene, quelques jours après avoir obtenu la médaille d'argent dans l'épreuve du 1 500 m, l'Éthiopienne Gudaf Tsegay s'adjuge la médaille d'or du 5 000 m en bouclant la distance en 14 min 46 s 29, devançant sur le podium la Kényane Beatrice Chebet et l'autre éthiopienne Dawit Seyaum.

### Palmarès
| Édition | Or                              | Argent                                    | Bronze                                 |
| ------- | ------------------------------- | ----------------------------------------- | -------------------------------------- |
| 1995    | Sonia O'Sullivan 14 min 46 s 47 | Fernanda Ribeiro 14 min 48 s 54           | Zahra Ouaziz 14 min 53 s 77            |
| 1997    | Gabriela Szabo 14 min 57 s 68   | Roberta Brunet 14 min 58 s 29             | Fernanda Ribeiro 14 min 58 s 85        |
| 1999    | Gabriela Szabo 14 min 41 s 82   | Zahra Ouaziz 14 min 43 s 15               | Ayelech Worku 14 min 44 s 22           |
| 2001    | Olga Yegorova 15 min 3 s 39     | Marta Domínguez 15 min 6 s 59             | Ayelech Worku 15 min 10 s 17           |
| 2003    | Tirunesh Dibaba 14 min 51 s 72  | Marta Domínguez 14 min 52 s 26            | Edith Masai 14 min 52 s 30             |
| 2005    | Tirunesh Dibaba 14 min 38 s 59  | Meseret Defar 14 min 39 s 54              | Ejegayehu Dibaba 14 min 42 s 47        |
| 2007    | Meseret Defar 14 min 57 s 91    | Vivian Cheruiyot 14 min 58 s 50           | Priscah Cherono 14 min 59 s 21         |
| 2009    | Vivian Cheruiyot 14 min 57 s 97 | Sylvia Kibet 14 min 58 s 33               | Meseret Defar 14 min 58 s 41           |
| 2011    | Vivian Cheruiyot 14 min 55 s 36 | Sylvia Kibet 14 min 56 s 21               | Meseret Defar 14 min 56 s 94           |
| 2013    | Meseret Defar 14 min 50 s 19    | Mercy Cherono 14 min 51 s 22              | Almaz Ayana 14 min 51 s 33             |
| 2015    | Almaz Ayana 14 min 26 s 83      | Senbere Teferi 14 min 44 s 07             | Genzebe Dibaba 14 min 44 s 14          |
| 2017    | Hellen Obiri 14 min 34 s 86     | Almaz Ayana 14 min 40 s 35                | Sifan Hassan 14 min 42 s 73            |
| 2019    | Hellen Obiri 14 min 26 s 72     | Margaret Chelimo Kipkemboi 14 min 27 s 49 | Konstanze Klosterhalfen 14 min 28 s 43 |
| 2022    | Gudaf Tsegay 14 min 46 s 29     | Beatrice Chebet 14 min 46 s 75            | Dawit Seyaum 14 min 47 s 36            |
| 2023    | Faith Kipyegon 14 min 53 s 88   | Sifan Hassan 14 min 54 s 11               | Beatrice Chebet 14 min 54 s 33         |

### Multiples médaillées
| Rang | Athlète               | Pays     | Période   | Or | Argent | Bronze | Total |
| ---- | --------------------- | -------- | --------- | -- | ------ | ------ | ----- |
| 1    | Meseret Defar         | Éthiopie | 2005–2013 | 2  | 1      | 2      | 5     |
| 2    | Vivian Cheruiyot      | Kenya    | 2007–2011 | 2  | 1      | 0      | 3     |
| 3=   | Gabriela Szabo        | Roumanie | 1997–1999 | 2  | 0      | 0      | 2     |
| 3=   | Tirunesh Dibaba       | Éthiopie | 2003–2005 | 2  | 0      | 0      | 2     |
| 3=   | Hellen Obiri          | Kenya    | 2017–2019 | 2  | 0      | 0      | 2     |
| 6    | Almaz Ayana           | Éthiopie | 2013–2017 | 1  | 1      | 1      | 3     |
| 7=   | Marta Domínguez       | Espagne  | 2001–2003 | 0  | 2      | 0      | 2     |
| 7=   | Sylvia Jebiwott Kibet | Kenya    | 2001–2003 | 0  | 2      | 0      | 2     |
| 9=   | Fernanda Ribeiro      | Portugal | 1995–1997 | 0  | 1      | 1      | 2     |
| 9=   | Zahra Ouaziz          | Maroc    | 1995–1999 | 0  | 1      | 1      | 2     |
| 9=   | Beatrice Chebet       | Kenya    | 2022–2023 | 0  | 1      | 1      | 2     |
| 12   | Ayelech Worku         | Éthiopie | 1999–2001 | 0  | 0      | 2      | 2     |

### Records des championnats
| Temps          | Athlète          | Lieu     | Date           |
| -------------- | ---------------- | -------- | -------------- |
| 15 min 36 s 39 | Elena Fidatov    | Göteborg | 10 août 1995   |
| 15 min 13 s 88 | Sonia O'Sullivan | Göteborg | 10 août 1995   |
| 14 min 46 s 47 | Sonia O'Sullivan | Göteborg | 12 août 1995   |
| 14 min 41 s 82 | Gabriela Szabo   | Séville  | 27 août 1999   |
| 14 min 38 s 59 | Tirunesh Dibaba  | Helsinki | 13 août 2005   |
| 14 min 26 s 83 | Almaz Ayana      | Pékin    | 30 août 2015   |
| 14 min 26 s 72 | Hellen Obiri     | Doha     | 5 octobre 2019 |